# Szczerców
Szczerców  (deutsch Szczercow, 1943–1945 Scherzau) ist ein Dorf und Sitz der Landgemeinde Szczerców im Powiat Bełchatowski der Woiwodschaft Łódź in Polen.

## Gemeinde
Zur Landgemeinde Szczerców gehören 23 Dörfer mit einem Schulzenamt sowie kleinere Orte.